# TVR

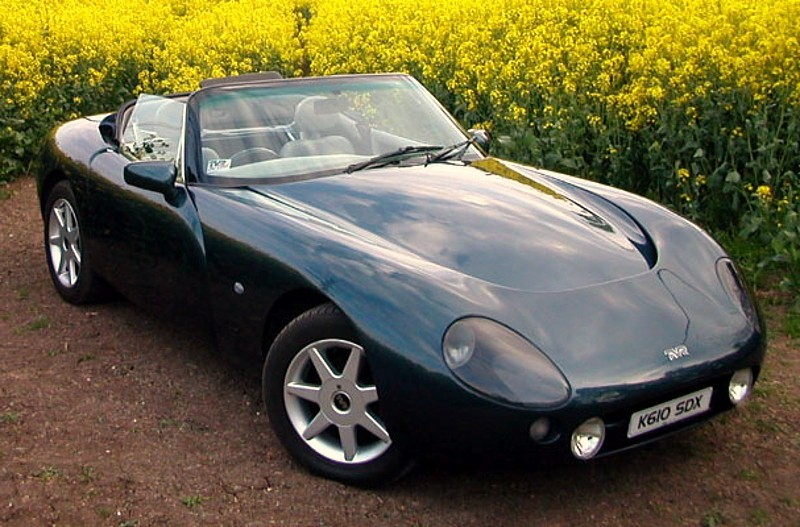
TVR Griffith

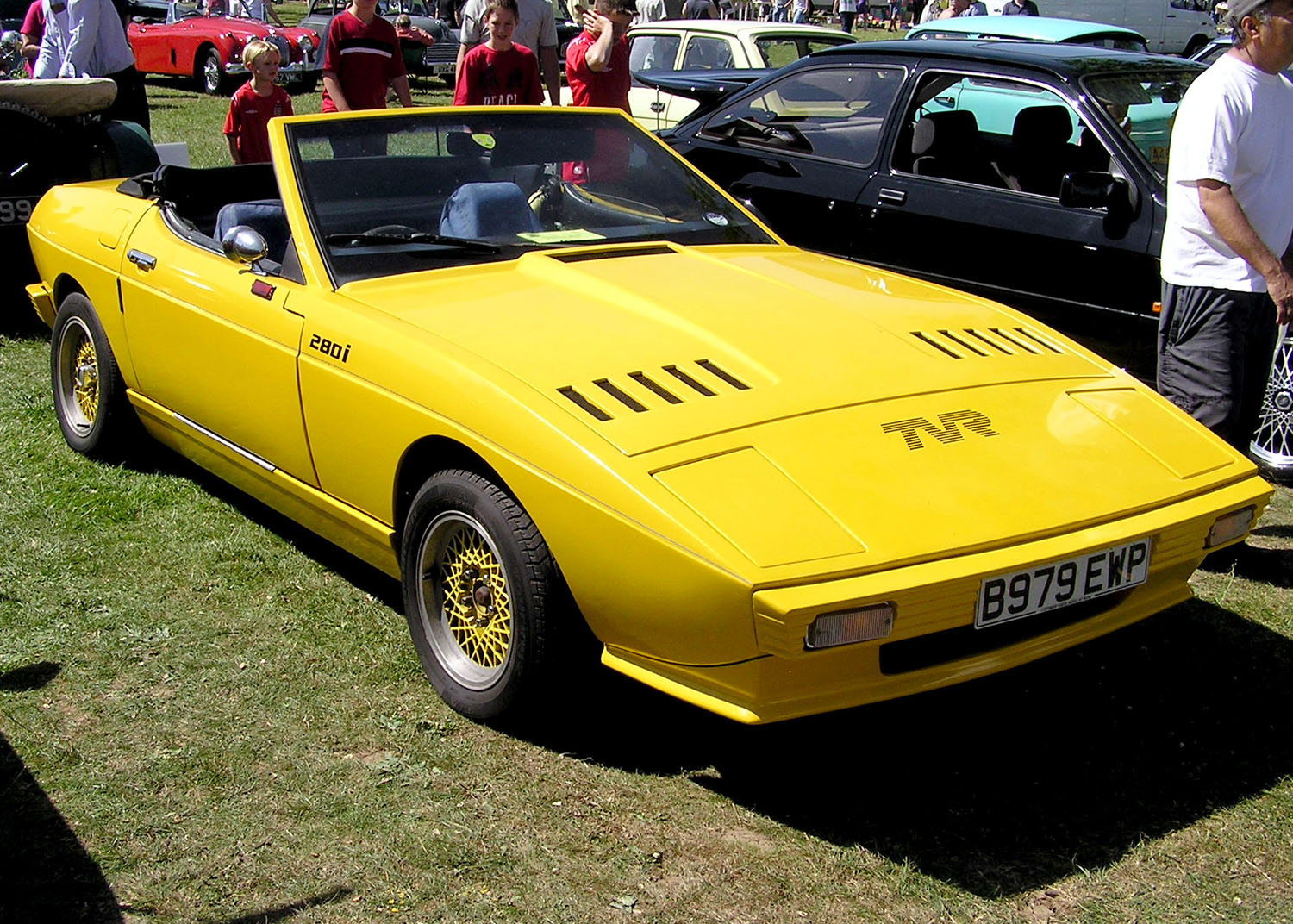
TVR 280i

TVR var ett brittiskt bilmärke som tillverkade sportbilar i Blackpool, England 1949-2012. Fram till 2006 handbyggde TVR sina bilar med glasfiberkaross i brittiska Blackpool. Fram till 2004 ledde Peter Wheeler verksamheten men sålde den till ryssen Nikolaj Smolenskij 2004. Försäljningen rasade efter Nikolaj Smolenskijs intåg och företaget ansökte om konkurs 2007.

## Historia
Namnet TVR kommer från grundaren Trevor Wilkinson som var ingenjör. Han hade då byggt ett lätt specialfordon utifrån en Alvis Firebird. Den första TVR-konstruktionen byggdes 1949. Sedan utvecklades TVR Grantura som följdes av TVR Griffith. Ledningen togs över av Martin Lilley på 1960-talet. 1972 lanserades M-serien. 
1982 tog Peter Wheeler över bolaget och nu utvecklades modellen 350i som hade en V8-motor från Rover. 2011 erbjöd TVR kunderna att uppgradera sin Griffith till en Sagaris, nya kunder kunde också beställa en Sagaris som byggs utifrån ett gammalt Grittith-chassi och företaget annonserade att de senare även skulle tillverka nya Sagaris, Tuscan cabriolet, Tuscan MK II, Cerbera och Chimaera, motormässigt med en 6,2-liters 426hk LS3-V8 från GM kopplad till en förstärkt 5-växlad manuell låda.

### Företaget upphör och får nya ägare
Den 12 juli 2012 bekräftade Smolenskij att TVR:s bilproduktion upphör på grund av att de höga driftskostnaderna i kombination med den låga efterfrågan gör att företaget inte går att driva vidare.
I juni 2013 bekräftades det att företaget sålts av Nikolai Smolenskij till en engelsman vid namn Les Edgar. Tanken bakom det hela var att återuppliva märket och starta prouktionen av nya bilar.
2015 meddelade TVR att en ny modell kommer i produktion 2017. Chefskonstruktör är Gordon Murray, och motorn blir en V8 från Cosworth.

## Ägarhistoria
Historien i företaget kan delas in i fyra epoker:
- 1947–1965, grundare Trevor Wilkinson, som senare lämnade företaget 1962
- 1965–1981, Martin Lilley
- 1981–2004, Peter Wheeler
- 2004–2012, Nikolaj Smolenskij
- 2013-?, Les Edgar

## Modeller
| Modell                       | Produktionsår             | Motor                                                                    | Cylindervolym                          |
| ---------------------------- | ------------------------- | ------------------------------------------------------------------------ | -------------------------------------- |
| Under Trevor Wilkinsons Tid  |                           |                                                                          |                                        |
| TVR Jomar1                   | 1956–1959                 | Coventry Climax Ford 100E Sidevalve                                      | 1098 cc 1172 cc                        |
| TVR Grantura I               | 1958–1960                 | Coventry Climax FWA Coventry Climax FWE Ford 100E Sidevalve BMC B-Series | 1098 cc 1216 cc 1172 cc 1489 cc        |
| TVR Grantura II              | 1960–1961                 | Coventry Climax FWE Ford Kent 105E BMC B-Series                          | 1216 cc 997 cc 1489 cc 1588 cc         |
| TVR Grantura IIa             | 1961–1962                 | Coventry Climax FWE Ford Kent 105E Ford Kent 109E BMC B-Series           | 1216 cc 997 cc 1340 cc 1588 cc 1622 cc |
| TVR Grantura III             | 1962–1963                 | BMC B-Series                                                             | 1622 cc                                |
| TVR Grantura III 1800        | 1963–1965                 | BMC B-Series                                                             | 1798 cc                                |
| TVR Grantura 1800S           | 1964–1966                 | BMC B-Series                                                             | 1798 cc                                |
| TVR Trident                  | 1964–1966                 | Ford Windsor V8                                                          | 4727 cc                                |
| TVR Griffith 2001            | 1963–1964                 | Ford Windsor V8                                                          | 4727 cc                                |
| TVR Griffith 4001            | 1964–1967                 | Ford Windsor V8                                                          | 4727 cc                                |
| Under Martin Lilleys Tid     |                           |                                                                          |                                        |
| TVR Grantura IV 1800S        | 1966–1967                 | BMC B-Series                                                             | 1798 cc                                |
| TVR Tuscan V8                | 1967–1970                 | Ford Windsor V8                                                          | 4727 cc                                |
| TVR Tuscan V6                | 1969–1971                 | Ford Essex V6                                                            | 2994 cc                                |
| TVR Vixen S1                 | 1967–1968                 | Ford Kent BMC B-Series                                                   | 1599 cc 1798 cc                        |
| TVR Vixen S2                 | 1968–1969                 | Ford Kent                                                                | 1599 cc                                |
| TVR Vixen S3                 | 1970–1972                 | Ford Kent                                                                | 1599 cc                                |
| TVR Vixen 1300               | 1971–1972                 | Triumph I4                                                               | 1296 cc                                |
| TVR Vixen 2500               | 1971–1972                 | Triumph I6                                                               | 2498 cc                                |
| TVR Vixen S4                 | 1972                      | Ford Kent                                                                | 1599 cc                                |
| TVR 1600M                    | 1972–1973 1975–1977       | Ford Kent I4                                                             | 1599 cc                                |
| TVR 2500M                    | 1972–1977                 | Triumph I6                                                               | 2498 cc                                |
| TVR 3000M                    | 1971–1979                 | Ford Essex V6                                                            | 2994 cc                                |
| TVR 3000M Turbo              | 1975–1979                 | Ford Essex V6                                                            | 2994 cc                                |
| TVR Taimar                   | 1976–1979                 | Ford Essex V6                                                            | 2994 cc                                |
| TVR Taimar Turbo             | 1976–1979                 | Ford Essex V6                                                            | 2994 cc                                |
| TVR 3000S                    | 1978–1979                 | Ford Essex V6                                                            | 2994 cc                                |
| TVR 3000S Turbo              | 1978–1979                 | Ford Essex V6                                                            | 2994 cc                                |
| TVR Tasmin 200               | 1981–1984                 | Ford Pinto I4                                                            | 1993 cc                                |
| TVR Tasmin 280i              | 1980–1984                 | Ford Cologne V6                                                          | 2792 cc                                |
| Under Peter Wheelers Tid     |                           |                                                                          |                                        |
| TVR 280i                     | 1984–1987                 | Ford Cologne V6                                                          | 2792 cc                                |
| TVR 350i                     | 1983–1989                 | TVR/Rover V8                                                             | 3528 cc                                |
| TVR 350SX                    | 1985–1989                 | TVR/Rover V8 + Sprintex Supercharger                                     | 3528 cc                                |
| TVR 400SX                    | 1989                      | TVR/Rover V8 + Sprintex Supercharger                                     | 3948 cc                                |
| TVR 350SE                    | 1990–1991                 | TVR/Rover V8                                                             | 3947 cc                                |
| TVR 390SE                    | 1984–1988                 | TVR/Rover V8                                                             | 3905 cc                                |
| TVR 400SE                    | 1988–1991                 | TVR/Rover V8                                                             | 3948 cc                                |
| TVR 420SE                    | 1986–1987                 | TVR/Rover V8                                                             | 4228 cc                                |
| TVR 450SE                    | 1989–1990                 | TVR/Rover V8                                                             | 4441 cc                                |
| TVR 420SEAC                  | 1986–1988                 | TVR/Rover V8                                                             | 4228 cc                                |
| TVR 450SEAC                  | 1988–1989                 | TVR/Rover V8                                                             | 4441 cc                                |
| TVR S                        | 1986–1988                 | Ford Cologne V6                                                          | 2792 cc                                |
| TVR S2                       | 1989–1990                 | Ford Cologne V6                                                          | 2933 cc                                |
| TVR S3(C)                    | 1991–1992                 | Ford Cologne V6                                                          | 2933 cc                                |
| TVR S4C                      | 1993–1993                 | Ford Cologne V6                                                          | 2933 cc                                |
| TVR V8S                      | 1991–1993                 | TVR/Rover V8                                                             | 3948 cc                                |
| TVR Griffith                 | 1992–2002                 | TVR/Rover V8                                                             | 3948 cc 4280 cc 4988 cc                |
| TVR Chimaera                 | 1992–2001                 | TVR/Rover V8                                                             | 3948 cc 4280 cc 4495 cc 4988 cc        |
| TVR Cerbera                  | 1996–2003                 | AJP8 / Speed Eight                                                       | 4185 cc 4475 cc                        |
| TVR Cerbera                  | 1996–2003                 | Speed Six                                                                | 3996 cc                                |
| TVR Tamora                   | 2002–2006                 | Speed Six                                                                | 3605 cc                                |
| TVR T350 (Targa & Coupe)     | 2003–2006                 | Speed Six                                                                | 3605 cc                                |
| TVR Tuscan                   | 1999–2006                 | Speed Six                                                                | 3605 cc 3996 cc                        |
| TVR Sagaris                  | 2004–2006                 | Speed Six                                                                | 3996 cc                                |
| TVR Typhon                   | 2004                      | Speed Six                                                                | 3996 cc                                |
| Under Nikolai Smolenskis Tid |                           |                                                                          |                                        |
| TVR Sagaris                  | 2004–2006                 | Speed Six                                                                | 3996 cc                                |
| Specialitet/Racerbilar       |                           |                                                                          |                                        |
| TVR Cerbera Speed 122/3      | 1997                      | Speed Twelve                                                             | 7730 cc                                |
| TVR Tuscan Speed 122/3       |                           | TVR Speed Twelve                                                         | 7730 cc                                |
| TVR Tuscan Challenge3        | 1989–(ca 100 tillverkade) | Rover V8/Speed Eight                                                     | 4500 cc                                |
| TVR T400R/Typhon GT3         | ?                         |                                                                          |                                        |

1 – Inte tekniskt en TVR modell, men använde TVR chassi.

2 – Gick aldrig till produktion.

3 – Byggd endast till för racing.

## Galleri

Galleri
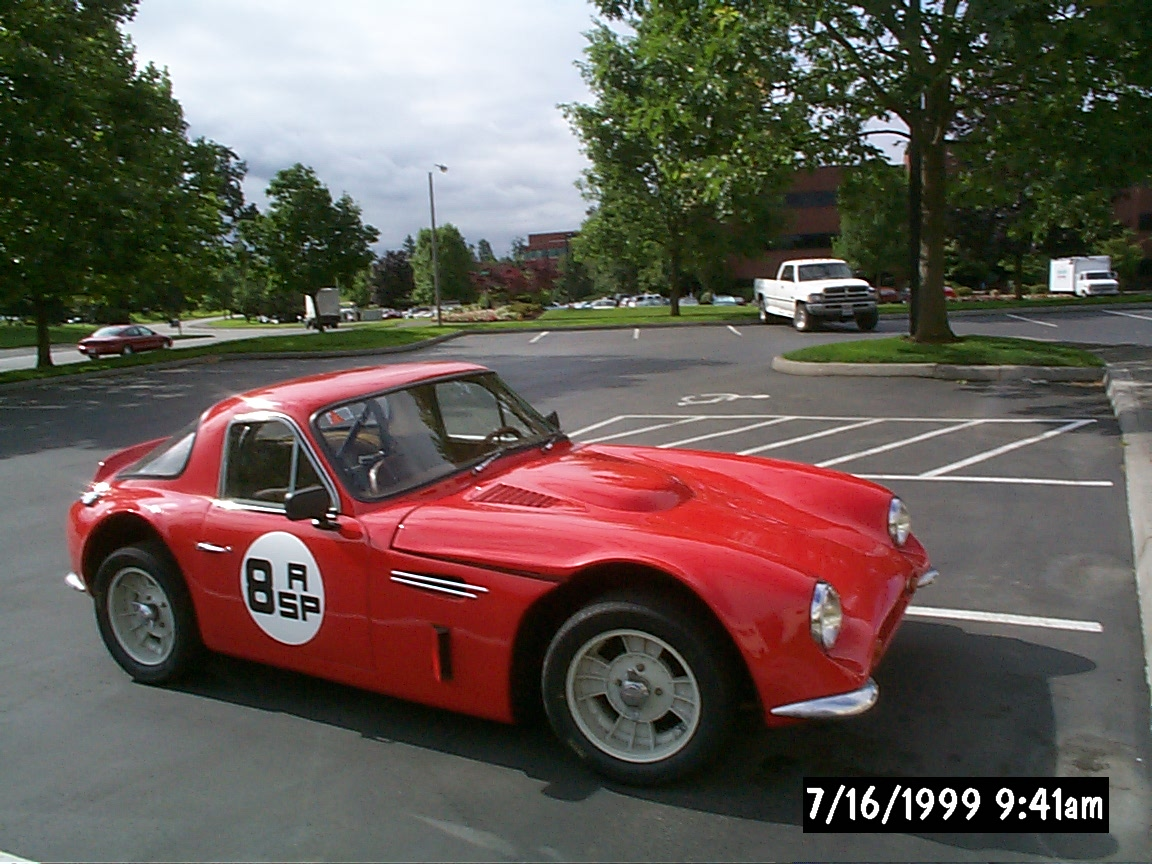
1966 Griffith 400 Original  #55 av 59
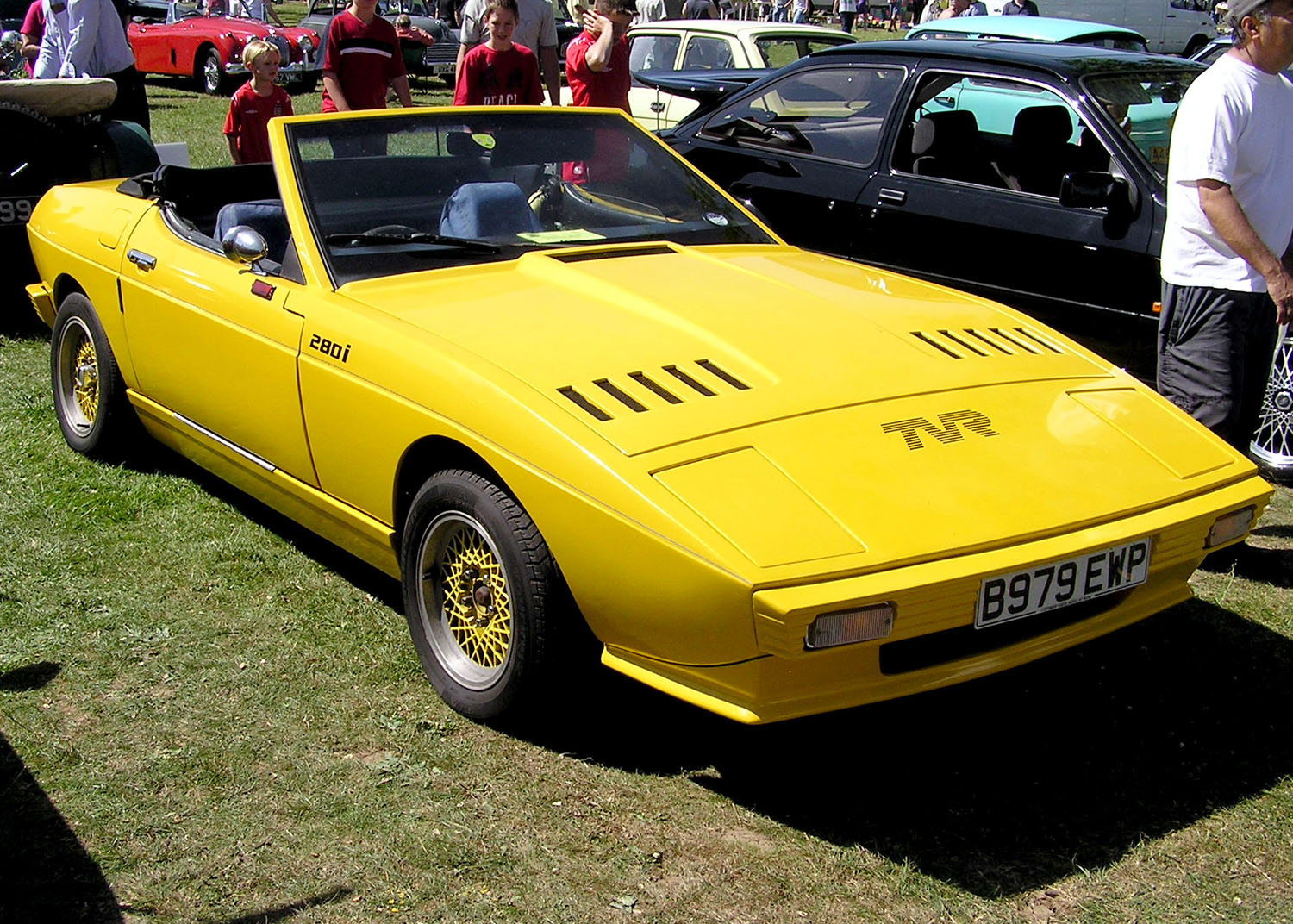
TVR 280i
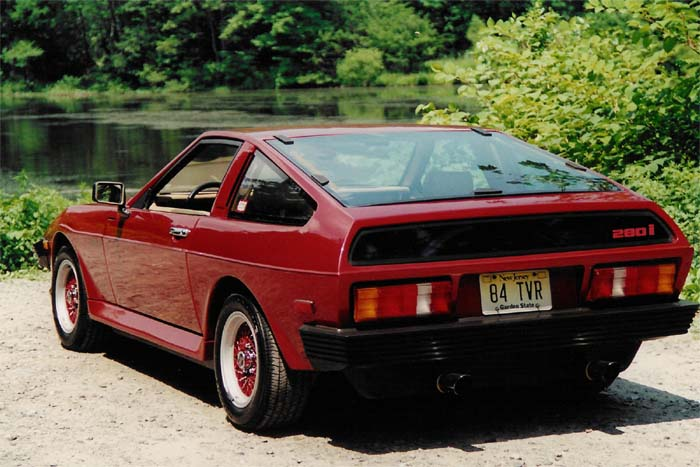
TVR 280i Cupé 1984
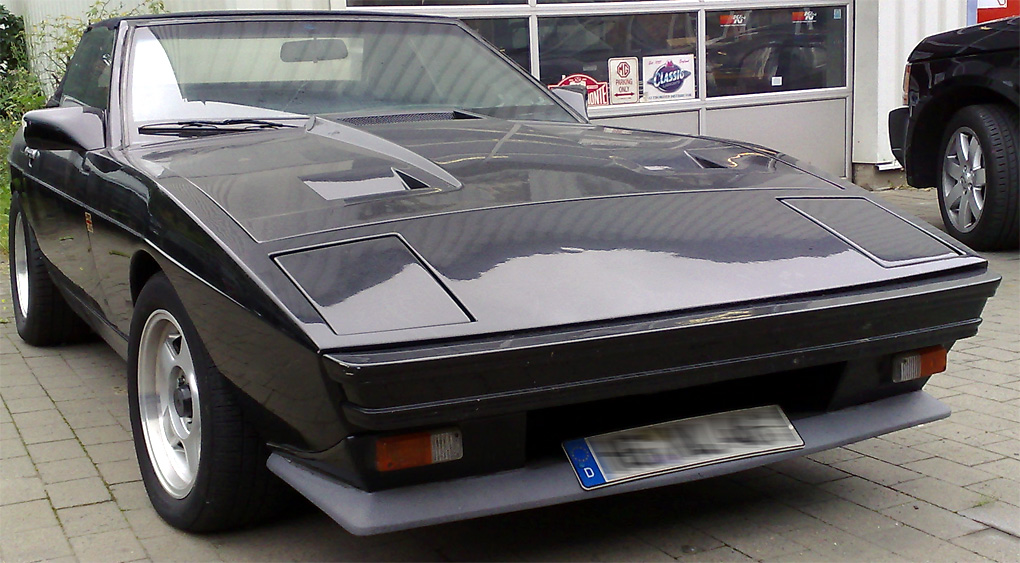
TVR 280i 2 serien 1986
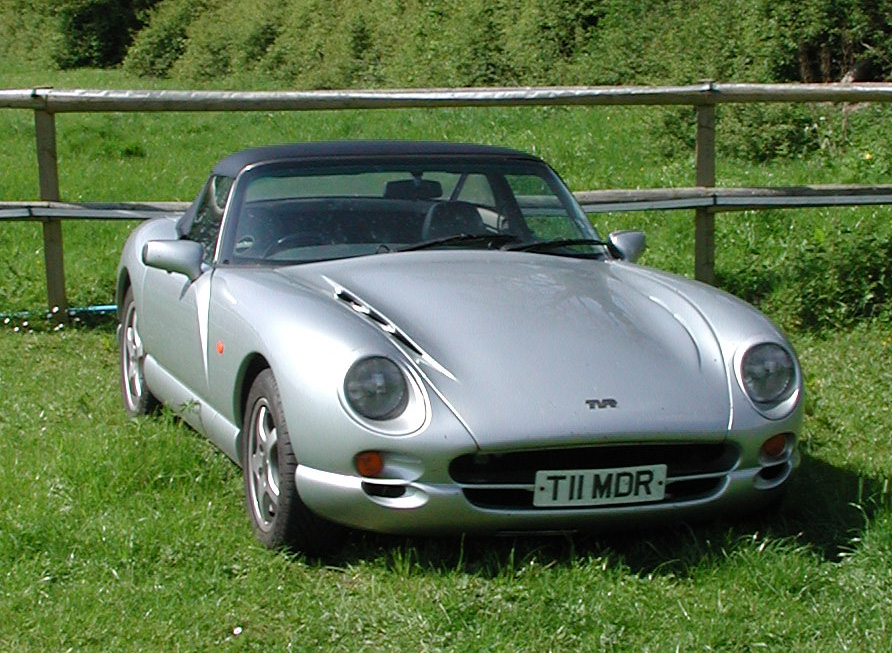
TVR Chimaera
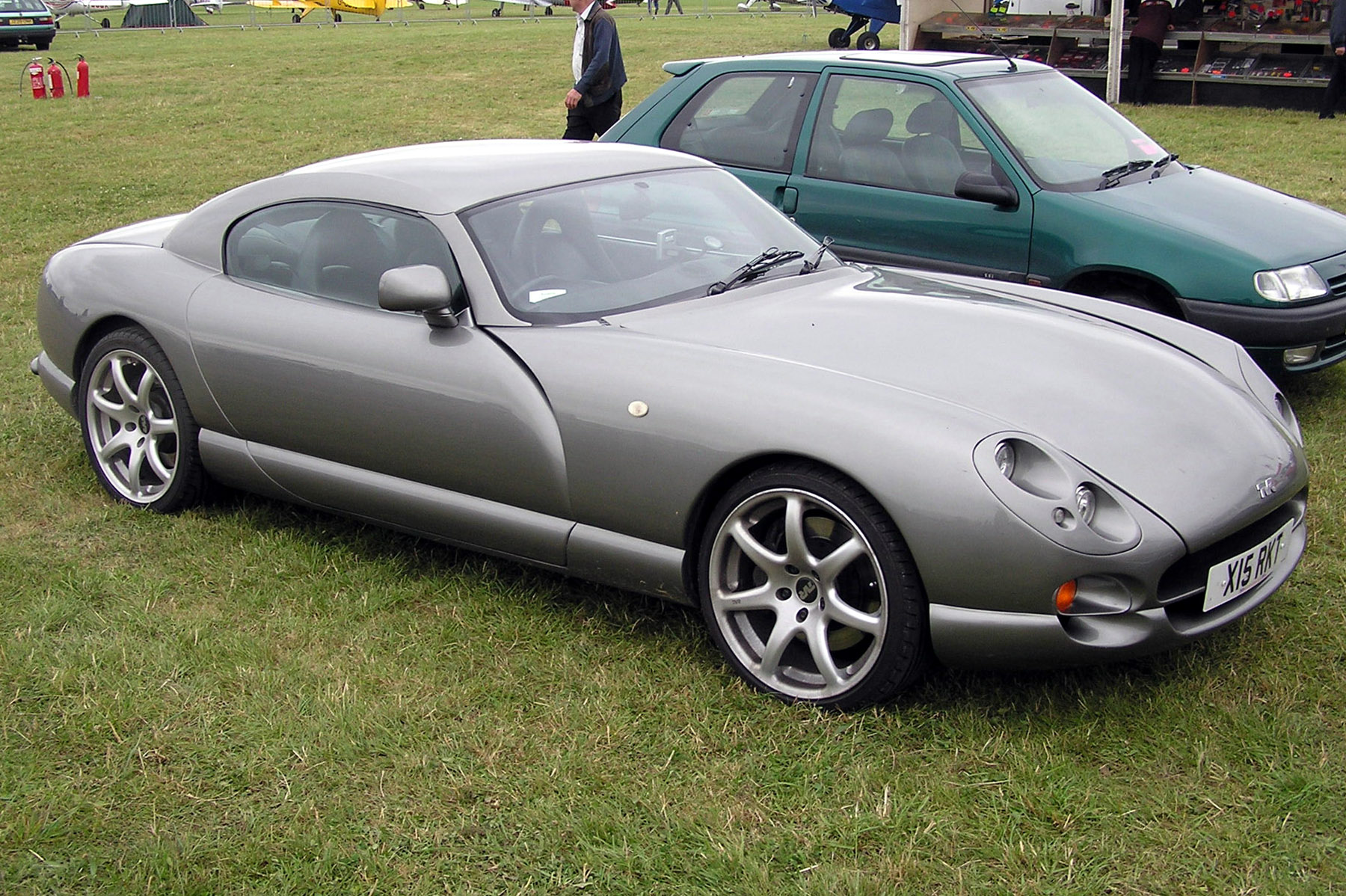
TVR Cerbera
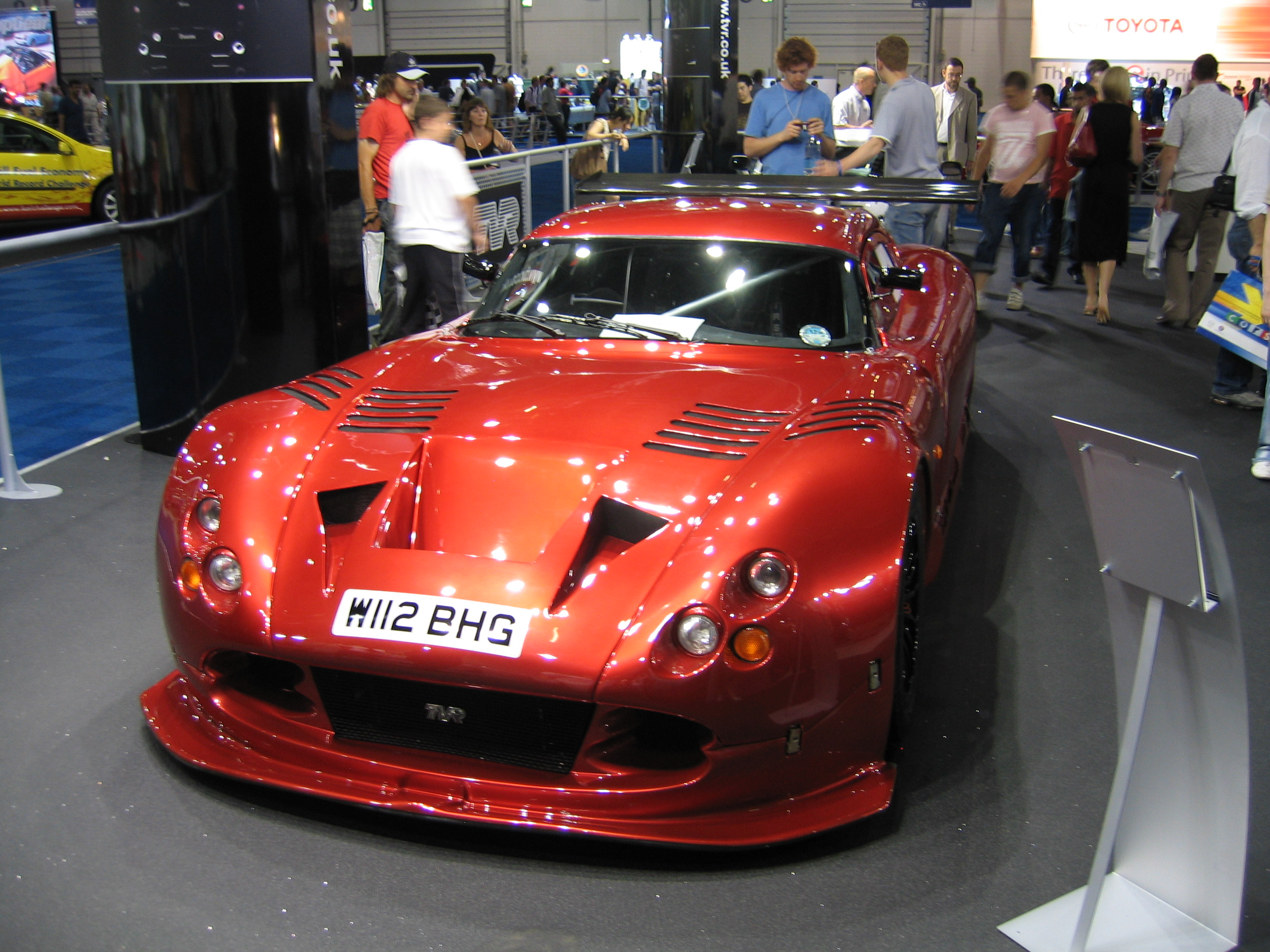
TVR Cerbera Speed 12
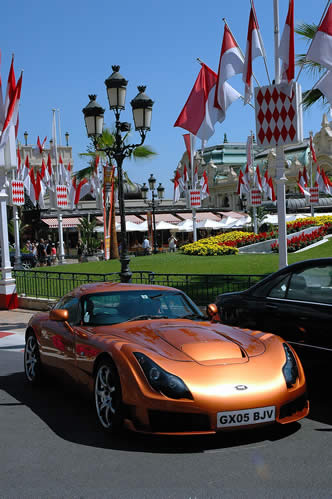
TVR Sagaris
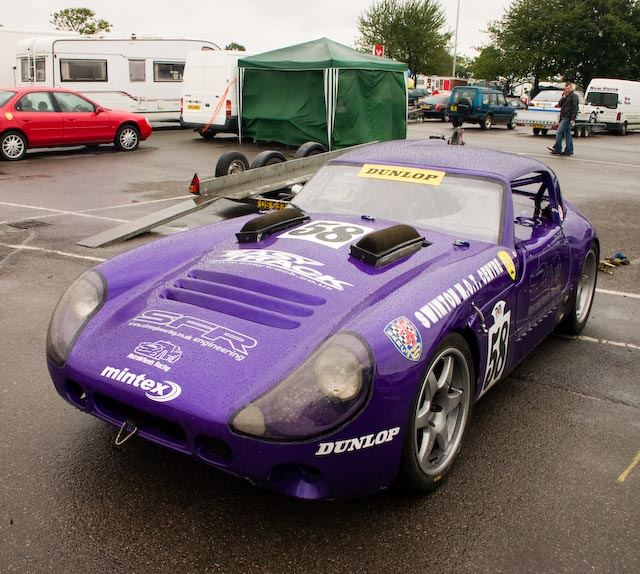
Tuscan Challenge Racerbil